# Facheca
Facheca (Fageca) è un comune spagnolo situato nella comunità autonoma Valenciana.

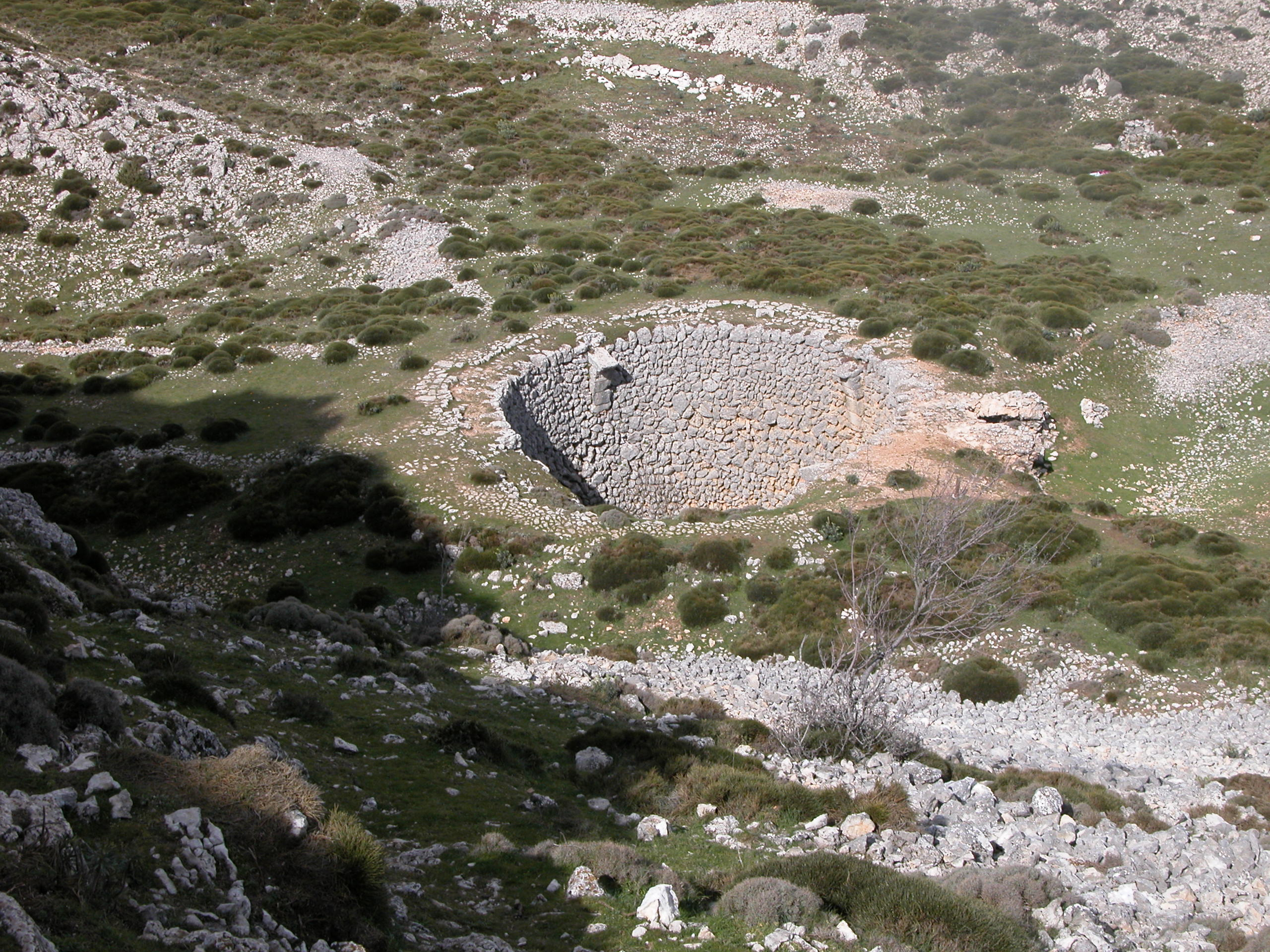
Pozzo di ghiaccio di Fageca nel “Pla de la Casa” (Serrella)